# Hans Hermann von Katte

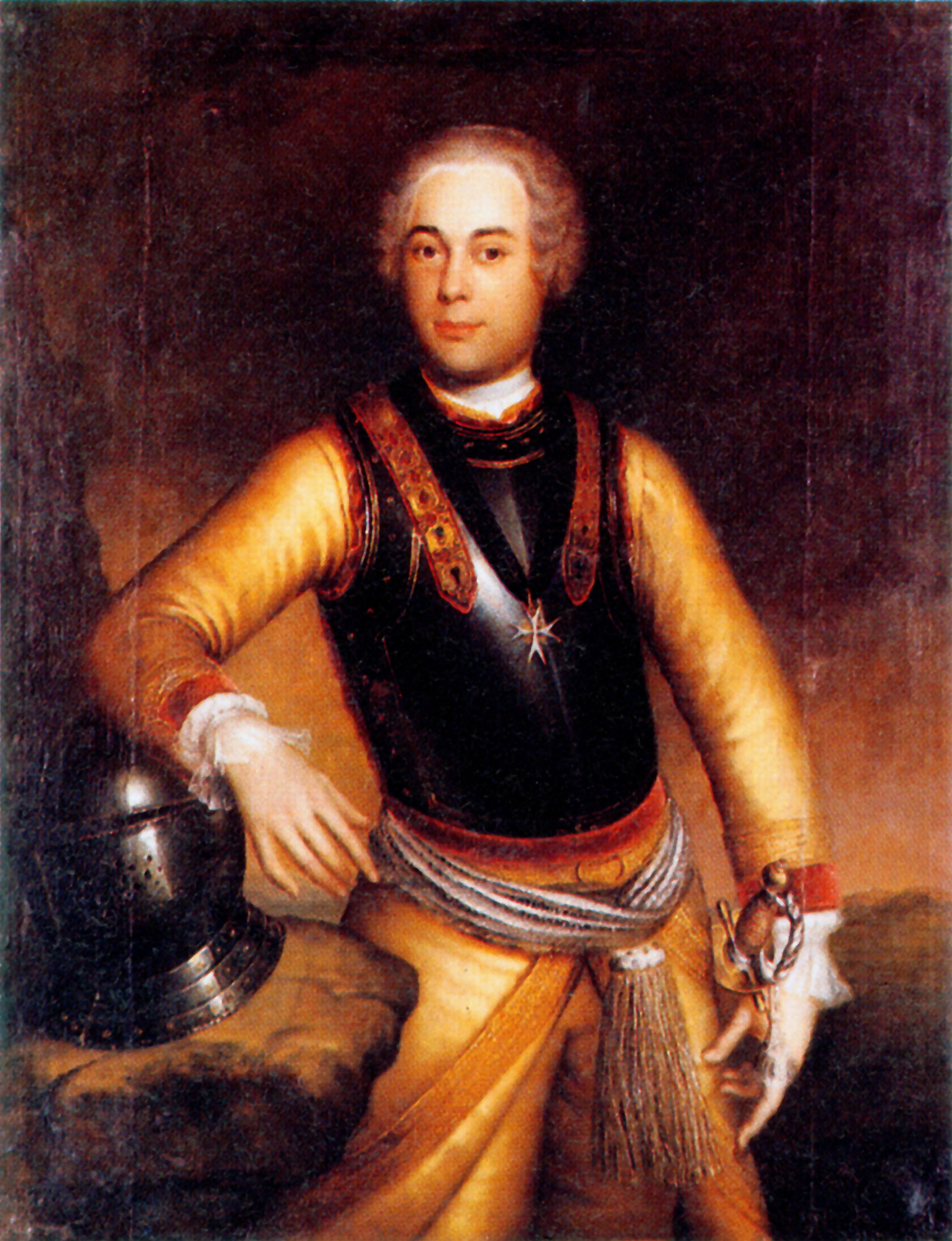
Hans Hermann von Katte

Hans Hermann von Katte (ur. 28 lutego 1704 w Berlinie; ścięty 6 listopada 1730 w Twierdzy Kostrzyn) – porucznik armii pruskiej, przyjaciel i prawdopodobny kochanek następcy tronu Fryderyka II, który za udział w przygotowaniu nieudanej ucieczki Fryderyka do Anglii, został skazany przez sąd wojenny na dożywotnie więzienie. Król Fryderyk Wilhelm I Pruski zmienił jednak wyrok na śmierć przez ścięcie mieczem, co było częścią planu ojca polegającego na przemianie młodego księcia w męża stanu. Wyrok wykonany na oczach Fryderyka zmienił go całkowicie i pozostawił w nim wspomnienie tego wydarzenia do końca życia.
Siostra Fryderyka, Wilhelmina Pruska (1709–1758), poświęca tej sprawie sporą część swego, opublikowanego także u nas, pamiętnika, włącznie z opisem jego egzekucji.
Legenda o śmierci porucznika jest do dzisiaj żywa – powstają coraz to nowe opracowania, filmy, sztuki teatralne. W miejscu stracenia w Kostrzynie nad Odrą znajduje się pamiątkowa tablica. Miecz, którym ścięto porucznika można oglądać w Muzeum Frey-Haus w Brandenburgu nad Hawelą. Zwłoki spoczywają w krypcie rodziny von Katte w Wust, gdzie jest także muzeum poświęcone tej rodzinie.